# Nasiba Yespolova
Nasiba Yespolova (engl. Transkription Nasiba Espolova; * 12. August 2002) ist eine usbekische Tennisspielerin.

## Karriere
Yespolova begann mit drei Jahren mit dem Tennisspielen und bevorzugt Hartplätze.
Im Jahr 2022 spielte Yespolova drei Doppel für die usbekische Fed-Cup-Mannschaft, wovon sie zwei gewinnen konnte.